# Anna Jasińska (działaczka polonijna)
Anna Jasińska (ur. 10 lipca 1867 w Raszkowie, zm. 7 października 1957 we Wrocławiu) – działaczka polonijna związana z Wrocławiem, z zawodu praczka.

## Życiorys
Szkołę ukończyła w Raszkowie. Pod koniec XIX wieku zamieszkała we Wrocławiu. Od początku XX wieku działała w organizacjach polonijnych (Towarzystwo Polsko-Katolickie, Towarzystwo Kupców Polskich, Towarzystwo Polek, Koło Śpiewu „Harmonia”). Do 1939 posiadała pralnię z której dochód przeznaczała na działalność Domu Polskiego, wyposażenie i utrzymanie bursy akademickiej dla młodzieży polskiej studiującej na Uniwersytecie Wrocławskim, opiekę nad drużyną harcerską. W 1929 była kandydatką Polnische Mieterpartei (Polskiej Partii Lokatorów) w wyborach do rady miejskiej Wrocławia.
Podczas II wojny światowej pomagała Polakom z niemieckich obozów pracy przymusowej.
W okresie PRL jako autochtonce nie przyznano Annie Jasińskiej opieki materialnej.
Pochowana została na cmentarzu św.Wawrzyńca we Wrocławiu w skromnej mogile. Jest patronką Szkoły Podstawowej nr 63 przy ul. Menniczej we Wrocławiu. Jej imieniem nazwano także ulicę na Jerzmanowie we Wrocławiu.

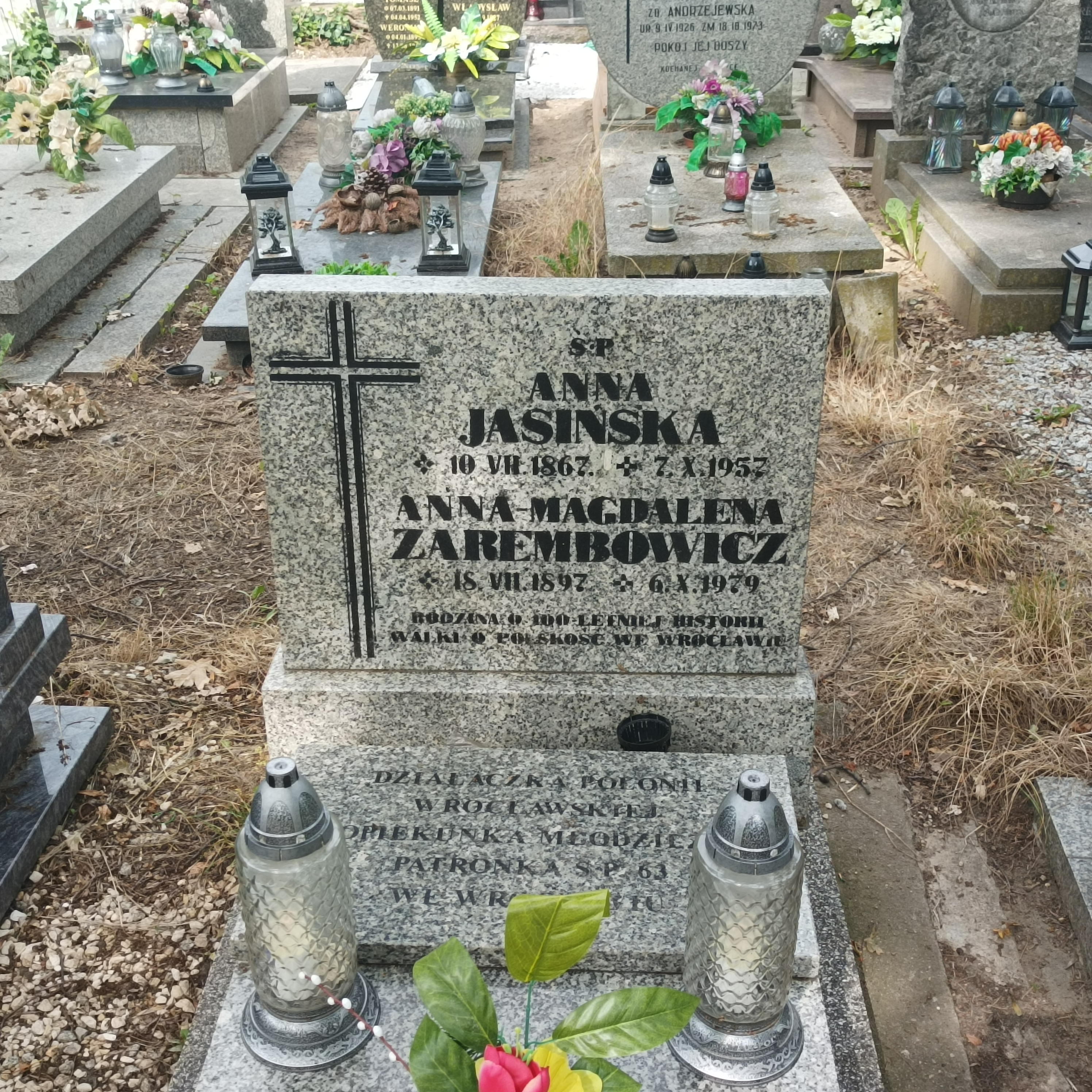
Grób Anny Jasińskiej na Cmentarzu Świętego Warzyńca we Wrocławiu

## Odznaczenia
- Odznaka Wiary i Wytrwania (1938)
- Krzyż Komandorski Orderu Odrodzenia Polski (pośmietnie, 9 X 1957)[4]

1. 1 2 3 4 5  Nasza patronka. Strona szkoły podstawowej nr 63 im. Anny Jasińskiej we Wrocławiu. [dostęp 2014-04-04].
2. 1 2 3 4  Teresa Kulak: Anna Jasińska. W: Encyklopedia Wrocławia. Jan Harasimowicz (redakcja naukowa). Wyd. 3. Wrocław: Wydawnictwo Dolnośląskie, 2006, s. 321. ISBN 978-837384-561-9.
3. 1 2  Ulica Jasińskiej Anny. fotopolska.eu. [dostęp 2014-04-04].
4. ↑  Zygmunt Antkowiak: Patroni ulic Wrocławia, Ossolineum, 1982, s. 93